# Ahenobarbus
Ahenobarbus is een cognomen met de betekenis: "die met de rood- of bronskleurige baard". Een verklaring voor dit cognomen in de gens Domitia wordt gegeven in Suetonius' Vita Neronis (De biografie van Nero, uit de Twaalf Caesaren). 

## Gens Domitia Ahenobarbus
Stamboom
|  |

- Gnaius Domitius Ahenobarbus, consul in 192 v.Chr. 
  - Gnaius Domitius Ahenobarbus, consul suffectus in 162 v.Chr.
    - Gnaius Domitius Ahenobarbus, consul in 122 v.Chr., censor in 115 v.Chr., pontifex maximus.
      - Gnaius Domitius Ahenobarbus, consul in 96 v.Chr., censor in 92 v.Chr.
        - Gnaius Domitius Ahenobarbus, praetor in Sicilia
        - Lucius Domitius Ahenobarbus, consul in 54 v.Chr.
          - Gnaius Domitius Ahenobarbus, consul in 32 v.Chr.
            - Lucius Domitius Ahenobarbus, consul in 16 v.Chr.
              - Gnaius Domitius Ahenobarbus, consul in 32 n.Chr.
                - Lucius Domitius Ahenobarbus, die na adoptie in de Gens Claudia door zijn grootoom en stiefvader Keizer Claudius, de naam Nero Claudius Caesar Augustus Germanicus kreeg (dus de latere Keizer Nero).

              - Domitia Lepida maior
              - Domitia Lepida minor, moeder van keizerin Valeria Messalina, de vrouw van keizer Claudius.

      - Lucius Domitius Ahenobarbus, consul in 94 v.Chr.